# Харвел (Илиноис)
Харвел (енгл. Harvel) град је у америчкој савезној држави Илиноис.

## Демографија
По попису из 2010. године број становника је 223, што је 12 (-5,1%) становника мање него 2000. године.
| Група             | 2000.       | 2010.        |
| Белци             | 226 (96,2%) | 223 (100,0%) |
| Афроамериканци    | 2 (0,9%)    | 0 (0,0%)     |
| Азијати           | 3 (1,3%)    | 0 (0,0%)     |
| Хиспаноамериканци | 1 (0,4%)    | 0 (0,0%)     |
| Укупно            | 235         | 223          |